# Altersundet
Altersundet är en å i Luleå kommun som förbinder Persöfjärden med Brändöfjärden och Bottenviken, en rinnsträcka på 8 km. Avrinningsområdet är 403 km². Sundet korsas av E4 mellan Nickbyn och Persön. Som namnet berättar var det tidigare ett smalt sund, men landhöjningen har gjort det till ett vattendrag. Nivåskillnaden mellan Persöfjärden och havsytan är normalt endast 0,8 meter. Biflöden till Altersundet är Brobyån, Kvarnån, Flarkån och Lörbäcken. De ansluter i Persöfjärden.